# لیزینوپریل
لیزینوپریل (به انگلیسی: LISINOPRIL)
رده درمانی: مهارکننده آنزیم مبدل آنژیوتانسین
اشکال دارویی: قرص

## موارد مصرف
لیزینوپریل در فشار خون بالا، گشادکننده عروق در نارسایی احتقانی قلب و انفارکتوس حاد میوکارد (سکته قلبی) به کار می‌رود.

## مکانیسم اثر
لیزینوپریل مهارکننده آنزیم مبدل آنژیوتانسین است لذا از ساخت آنژیوتانسین در بدن ممانعت می‌کند.

## عوارض جانبی
واکنش شدید حساسیتی، کاهش شدید فشار خون، عوارض کلیوی، عوارض خونی شدید، درد قلبی، سر درد، سرگیجه، تهوع، ضایعات جلدی شدید، حساسیت به نور، ضعف عمومی.